# جيمس وولفنسون
جيمس وولفنسون (بالإنجليزية: James Wolfensohn) (1 ديسمبر 1933 في سيدني - 25 نوفمبر 2020) اقتصادي، ومصرفي، ومبارز بالسيف، وسياسي، ومحامي من الولايات المتحدة‘‘.

## الجوائز
- نيشان الإمبراطورية البريطانية من رتبة فارس قائد.(1995)
- نيشان أستراليا من رتبة ضابط
- الدكتوراة الفخرية من الجامعة العبرية بالقدس[11]
- الدكتوراه الفخرية من جامعة بن جوريون
- جائزة تيودور هويس  [لغات أخرى]‏[12]
- ميدالية ليو بيك [الإنجليزية]‏
- الحمالة الكبرى للوسام العلوي (2003).[13]

## مناصب
- مبعوث اللجنة الرباعية حول الشرق الأوسط[14]‘[15]‘[16]‘[17]‘.[18]

## وفاته
توفي بتاريخ 26 نوفمبر 2020 في بيته بمانهاتان‘‘.

## روابط خارجية
- جيمس وولفنسون على موقع الموسوعة البريطانية (الإنجليزية)
- جيمس وولفنسون على موقع مونزينجر (الألمانية)
- جيمس وولفنسون على موقع إن إن دي بي (الإنجليزية)
- جيمس وولفنسون على موقع أوليمبيديا (الإنجليزية)
- جيمس وولفنسون على موقع اللجنة الأولمبية الأسترالية (الإنجليزية)